# Carlos Barros Herrera
Carlos Andair Barros Herrera (n. Quetzaltenango; 13 de diciembre de 1990) es un futbolista guatemalteco, actualmente libre.

## Trayectoria
Barros comenzó su carrera profesional jugando con Deportivo Suchitepequez en 2011, aunque Barros jugó su niñez en las inferiores del Xelajú pero por falta de oportunidades con la escuadra mayor decide fichar por los venados .
En junio del 2015 Carlos, junto a su hermano Pablo Jr deciden retornar al conjunto lanudo.

## Clubes
| Club                            | País      | Año       |
| ------------------------------- | --------- | --------- |
| C. S. D. Suchitepéquez          | Guatemala | 2011-2015 |
| C. S. D. Xelajú Mario Camposeco | Guatemala | 2015-2016 |
| C. D. Malacateco                | Guatemala | 2016-2018 |
| C. D. Santa Lucía Cotzumalguapa | Guatemala | 2019-2021 |
| D. San Pedro F. C.              | Guatemala | 2021      |
| C. D. Quiché F. C.              | Guatemala | 2022      |

- Datos: Q20726518